# Deutsche ATSB-Fußballmeisterschaft 1921/22
Die deutsche ATSB-Fußballmeisterschaft 1922 war die dritte vom Arbeiter-Turn- und Sportbund ausgerichtete deutsche Meisterschaft im Fußball. Sieger wurde der TB Leipzig-Stötteritz.

## Modus und Teilnehmer
Zur Spielzeit 1921/22 wurde der ATSB-Kreis der Märkischen Spielvereinigung in einen Kreis für Berlin und Umgebung sowie einen Kreis für Südbrandenburg geteilt, so dass die Zahl der teilnehmenden ATSB-Kreismeister von 14 auf 15 stieg. Die 15 Kreismeister ermittelten in vier regionalen Endrunden die Teilnehmer an der Finalrunde. Gespielt wurde im K.-o.-System.
| Nordwestdeutschland - Lorbeer 06 Hamburg - BV Kassel 06 - TSV Lütgendortmund - ATV Germania Rüstringen | Mitteldeutschland - FT Gera-Untermhaus - TB Leipzig-Stötteritz - SC Vorwärts Zerbst | Ostdeutschland - SV Stern Breslau - TV Eichenkranz Eulo - Brandenburg Lichtenberg - FT Stettin-Nemitz | Süddeutschland - FT Frankfurt-Westend - BSC München - ATSV Rheinau - TB Vaihingen |

## Verbandsmeisterschaften

### Nordwest
Halbfinale
| Datum         |                     | Ergebnis  |                    | Austragungsort   |
| ------------- | ------------------- | --------- | ------------------ | ---------------- |
| 28. Mai 1922  | Germania Rüstringen | 5:2       | Lorbeer 06 Hamburg | Rüstringen       |
| 11. Juni 1922 | BV Kassel 06        | 2:0 (2:0) | TSV Lütgendortmund | Kassel, BV-Platz |

Finale
| Datum         |              | Ergebnis  |                     | Austragungsort |
| ------------- | ------------ | --------- | ------------------- | -------------- |
| 11. Juni 1922 | BV Kassel 06 | 3:0 (2:0) | Germania Rüstringen | Kassel         |

### Mitte
Halbfinale
| Datum        |                    | Ergebnis |                       | Austragungsort |
| ------------ | ------------------ | -------- | --------------------- | -------------- |
| 28. Mai 1922 | FT Gera-Untermhaus | 0:1      | TB Leipzig-Stötteritz | Erfurt         |

Vorwärts Zerbst hatte im Halbfinale ein Freilos.
Finale
| Datum        |                       | Ergebnis  |                 | Austragungsort                        |
| ------------ | --------------------- | --------- | --------------- | ------------------------------------- |
| 3. Juni 1922 | TB Leipzig-Stötteritz | 5:0 (5:0) | Vorwärts Zerbst | Leipzig-Connewitz, Vorwärts-Süd-Platz |

### Ost
Halbfinale
| Datum        |                   | Ergebnis  |                         | Austragungsort                      |
| ------------ | ----------------- | --------- | ----------------------- | ----------------------------------- |
| 21. Mai 1922 | FT Stettin-Nemitz | 0:4 (0:2) | Brandenburg Lichtenberg | Stettin, Sportplatz Wussower Straße |
| 28. Mai 1922 | SV Stern Breslau  | 0:1 (0:1) | TV Eichenkranz Eulo     | Breslau                             |

Finale
| Datum         |                         | Ergebnis  |                     | Austragungsort                |
| ------------- | ----------------------- | --------- | ------------------- | ----------------------------- |
| 25. Juni 1922 | Brandenburg Lichtenberg | 1:0 (1:0) | TV Eichenkranz Eulo | Berlin, Lichtenberger Stadion |

### Süd
Halbfinale
| Datum        |              | Ergebnis  |                      | Austragungsort       |
| ------------ | ------------ | --------- | -------------------- | -------------------- |
| 28. Mai 1922 | BSC München  | 3:1 (0:0) | TB Vaihingen         | München, Wackerplatz |
| 28. Mai 1922 | ATSV Rheinau | 4:1 (2:1) | FT Frankfurt-Westend | Mannheim-Rheinau     |

Finale
| Datum         |              | Ergebnis  |             | Austragungsort    |
| ------------- | ------------ | --------- | ----------- | ----------------- |
| 25. Juni 1922 | ATSV Rheinau | 3:1 (0:1) | BSC München | Stuttgart-Botnang |

## Endrunde um die Bundesmeisterschaft
Die Endrunde um die ATSB-Bundesmeisterschaft wurde im Rahmen des 1. Arbeiter-Turn- und Sportfestes in Leipzig an einem Wochenende ausgetragen.
Halbfinale
| Datum         |                       | Ergebnis  |                         | Austragungsort                        |
| ------------- | --------------------- | --------- | ----------------------- | ------------------------------------- |
| 23. Juli 1922 | TB Leipzig-Stötteritz | 3:0 (1:0) | Brandenburg Lichtenberg | Leipzig-Stötteritz                    |
| 23. Juli 1922 | BV Kassel 06          | 3:1 (3:1) | ATSV Rheinau            | Leipzig-Connewitz, Vorwärts-Süd-Platz |

Finale
| Datum         |                       | Ergebnis  |              | Austragungsort           |
| ------------- | --------------------- | --------- | ------------ | ------------------------ |
| 24. Juli 1922 | TB Leipzig-Stötteritz | 4:1 (1:0) | BV Kassel 06 | Leipzig, Turnfestgelände |